# Hu Che'er
Pour les articles homonymes, voir Hu.
Dans ce nom chinois, le nom de famille, Hu, précède le nom personnel.
Hu Che'er est un commandant sous Zhang Xiu. Doté d’une force physique hors du commun[non neutre] et considéré comme le meilleur guerrier[Par qui ?] sous les ordres de Zhang Xiu, il orchestra le vol des doubles hallebardes de Dian Wei lors de la mutinerie de Zhang Xiu en l’an 197. Dépourvu de ses armes, Dian Wei fut tué durant les combats.
Toutefois, les récits historiques[Lesquels ?] racontent qu’il aurait reçu de l’or de Cao Cao, ce qui aurait rendu Zhang Xiu suspicieux et l’aurait ainsi poussé à mener sa mutinerie.